# Hedysarum citrinum
Hedysarum citrinum är en ärtväxtart som beskrevs av Baker f. Hedysarum citrinum ingår i släktet buskväpplingar, och familjen ärtväxter. Inga underarter finns listade i Catalogue of Life.